# Championnat du monde masculin de volley-ball 1986
Navigation
Argentine 1982 Brésil 1990
Le 11e championnat du monde de volley-ball masculin s'est déroulé en France du 25 septembre au 5 octobre 1986.

## Premier tour

### Composition des groupes
| Poule A                                          | Poule B                                   | Poule C                                                        | Poule D                                         |
| ------------------------------------------------ | ----------------------------------------- | -------------------------------------------------------------- | ----------------------------------------------- |
| Site : Montpellier France Italie Chine Venezuela | Site : Tourcoing URSS Cuba Pologne Taïwan | Site : Clermont-Ferrand Brésil Bulgarie Tchécoslovaquie Égypte | Site : Orléans États-Unis Argentine Japon Grèce |

### Poule A
| # | Équipe    | Pts | J | G | P | Sp | Sc | Ratio | Pp | Pc | Ratio |
| - | --------- | --- | - | - | - | -- | -- | ----- | -- | -- | ----- |
| 1 | France    | 6   | 3 | 3 | 0 | 9  | 0  | MAX   | 0  | 0  |       |
| 2 | Italie    | 5   | 3 | 2 | 1 | 6  | 3  | 2     | 0  | 0  |       |
| 3 | Chine     | 4   | 3 | 1 | 2 | 3  | 6  | 0.5   | 0  | 0  |       |
| 4 | Venezuela | 3   | 3 | 0 | 3 | 0  | 9  | 0     | 0  | 0  |       |

| Date  | Match              | Résultat | Sets  | Sets  | Sets  | Sets | Sets | Total Points |
| Date  | Match              | Résultat | 1     | 2     | 3     | 4    | 5    | Total Points |
| ----- | ------------------ | -------- | ----- | ----- | ----- | ---- | ---- | ------------ |
| 24.09 | France - Venezuela | 3 - 0    | 15-2  | 15-4  | 15-3  | -    | -    | 45-9         |
| 24.09 | Italie - Chine     | 3 - 0    | 15-1  | 15-10 | 15-10 | -    | -    | 45-21        |
| 25.09 | Italie - Venezuela | 3 - 0    | 15-10 | 15-2  | 15-10 | -    | -    | 45-22        |
| 25.09 | France - Chine     | 3 - 0    | 15-6  | 15-6  | 15-5  | -    | -    | 45-17        |
| 26.09 | Chine - Venezuela  | 3 - 0    | 15-4  | 15-12 | 15-7  | -    | -    | 45-23        |
| 26.09 | France - Italie    | 3 - 0    | 16-14 | 15-7  | 15-7  | -    | -    | 46-28        |

### Poule B
| # | Équipe  | Pts | J | G | P | Sp | Sc | Ratio | Pp | Pc | Ratio |
| - | ------- | --- | - | - | - | -- | -- | ----- | -- | -- | ----- |
| 1 | URSS    | 6   | 3 | 3 | 0 | 9  | 1  | 9     | 0  | 0  |       |
| 2 | Cuba    | 5   | 3 | 2 | 1 | 7  | 4  | 1.75  | 0  | 0  |       |
| 3 | Pologne | 4   | 3 | 1 | 2 | 4  | 6  | 0.667 | 0  | 0  |       |
| 4 | Taïwan  | 3   | 3 | 0 | 3 | 0  | 9  | 0     | 0  | 0  |       |

| Date  | Match            | Résultat | Sets  | Sets  | Sets  | Sets | Sets | Total Points |
| Date  | Match            | Résultat | 1     | 2     | 3     | 4    | 5    | Total Points |
| ----- | ---------------- | -------- | ----- | ----- | ----- | ---- | ---- | ------------ |
| 24.09 | URSS - Taïwan    | 3 - 0    | 15-2  | 15-4  | 15-6  | -    | -    | 45-12        |
| 24.09 | Cuba - Pologne   | 3 - 1    | 15-5  | 17-15 | 11-15 | 15-4 | -    | 58-39        |
| 25.09 | Cuba - Taïwan    | 3 - 0    | 15-7  | 15-2  | 15-9  | -    | -    | 45-18        |
| 25.09 | URSS - Pologne   | 3 - 0    | 15-7  | 15-2  | 15-4  | -    | -    | 45-13        |
| 26.09 | Pologne - Taïwan | 3 - 0    | 15-11 | 15-4  | 15-11 | -    | -    | 45-26        |
| 26.09 | URSS - Cuba      | 3 - 1    | 15-7  | 15-12 | 9-15  | 15-9 | -    | 54-43        |

### Poule C
| # | Équipe          | Pts | J | G | P | Sp | Sc | Ratio | Pp | Pc | Ratio |
| - | --------------- | --- | - | - | - | -- | -- | ----- | -- | -- | ----- |
| 1 | Brésil          | 6   | 3 | 3 | 0 | 9  | 1  | 9     | 0  | 0  |       |
| 2 | Bulgarie        | 5   | 3 | 2 | 1 | 7  | 3  | 2.333 | 0  | 0  |       |
| 3 | Tchécoslovaquie | 4   | 3 | 1 | 2 | 3  | 6  | 0.5   | 0  | 0  |       |
| 4 | Égypte          | 3   | 3 | 0 | 3 | 0  | 9  | 0     | 0  | 0  |       |

| Date  | Match                      | Résultat | Sets  | Sets  | Sets  | Sets | Sets | Total Points |
| Date  | Match                      | Résultat | 1     | 2     | 3     | 4    | 5    | Total Points |
| ----- | -------------------------- | -------- | ----- | ----- | ----- | ---- | ---- | ------------ |
| 24.09 | Brésil - Égypte            | 3 - 0    | 15-6  | 15-8  | 15-3  | -    | -    | 45-17        |
| 24.09 | Bulgarie - Tchécoslovaquie | 3 - 0    | 15-12 | 17-15 | 15-11 | -    | -    | 47-36        |
| 25.09 | Tchécoslovaquie - Égypte   | 3 - 0    | 15-5  | 15-10 | 15-7  | -    | -    | 45-22        |
| 25.09 | Brésil - Bulgarie          | 3 - 1    | 16-14 | 11-15 | 15-6  | 15-4 | -    | 57-39        |
| 26.09 | Bulgarie - Égypte          | 3 - 0    | 15-5  | 15-11 | 15-7  | -    | -    | 45-23        |
| 26.09 | Brésil - Tchécoslovaquie   | 3 - 0    | 15-12 | 16-14 | 15-5  | -    | -    | 46-31        |

### Poule D
| # | Équipe     | Pts | J | G | P | Sp | Sc | Ratio | Pp | Pc | Ratio |
| - | ---------- | --- | - | - | - | -- | -- | ----- | -- | -- | ----- |
| 1 | États-Unis | 6   | 3 | 3 | 0 | 9  | 1  | 9     | 0  | 0  |       |
| 2 | Argentine  | 5   | 3 | 2 | 1 | 6  | 3  | 2     | 0  | 0  |       |
| 3 | Japon      | 4   | 3 | 1 | 2 | 4  | 6  | 0.667 | 0  | 0  |       |
| 4 | Grèce      | 3   | 3 | 0 | 3 | 0  | 9  | 0     | 0  | 0  |       |

| Date  | Match                  | Résultat | Sets  | Sets  | Sets  | Sets | Sets | Total Points |
| Date  | Match                  | Résultat | 1     | 2     | 3     | 4    | 5    | Total Points |
| ----- | ---------------------- | -------- | ----- | ----- | ----- | ---- | ---- | ------------ |
| 24.09 | Argentine - Grèce      | 3 - 0    | 15-6  | 15-3  | 15-6  | -    | -    | 45-15        |
| 24.09 | États-Unis - Japon     | 3 - 1    | 9-15  | 15-8  | 17-15 | 15-6 | -    | 56-44        |
| 25.09 | Argentine - Japon      | 3 - 0    | 15-8  | 15-13 | 15-4  | -    | -    | 45-25        |
| 25.09 | États-Unis - Grèce     | 3 - 0    | 15-6  | 15-7  | 15-4  | -    | -    | 45-17        |
| 26.09 | Japon - Grèce          | 3 - 0    | 15-8  | 15-3  | 15-6  | -    | -    | 45-17        |
| 26.09 | États-Unis - Argentine | 3 - 0    | 15-10 | 15-7  | 15-10 | -    | -    | 45-27        |

## Deuxième tour

### Composition des groupes
| Poule E                                                             | Poule F                                                    | Poule 13-16                                 |
| ------------------------------------------------------------------- | ---------------------------------------------------------- | ------------------------------------------- |
| Site : Toulouse France Italie Chine Brésil Bulgarie Tchécoslovaquie | Site : Nantes URSS Cuba Pologne États-Unis Argentine Japon | Site : Évreux Venezuela Taïwan Égypte Grèce |

### Poule E
| # | Équipe          | Pts | J | G | P | Sp | Sc | Ratio | Pp | Pc | Ratio |
| - | --------------- | --- | - | - | - | -- | -- | ----- | -- | -- | ----- |
| 1 | Brésil          | 10  | 5 | 5 | 0 | 15 | 3  | 5     | 0  | 0  |       |
| 2 | Bulgarie        | 9   | 5 | 4 | 1 | 13 | 4  | 3.25  | 0  | 0  |       |
| 3 | France          | 8   | 5 | 3 | 2 | 11 | 6  | 1.833 | 0  | 0  |       |
| 4 | Tchécoslovaquie | 7   | 5 | 2 | 3 | 6  | 9  | 0.667 | 0  | 0  |       |
| 5 | Italie          | 6   | 5 | 1 | 4 | 3  | 12 | 0.25  | 0  | 0  |       |
| 6 | Chine           | 5   | 5 | 0 | 5 | 1  | 15 | 0.067 | 0  | 0  |       |

| Date  | Match                    | Résultat | Sets  | Sets  | Sets  | Sets | Sets | Total Points |
| Date  | Match                    | Résultat | 1     | 2     | 3     | 4    | 5    | Total Points |
| ----- | ------------------------ | -------- | ----- | ----- | ----- | ---- | ---- | ------------ |
| 29.09 | Brésil - Chine           | 3 - 1    | 12-15 | 15-6  | 15-7  | 15-4 | -    | 57-32        |
| 29.09 | Bulgarie - Italie        | 3 - 0    | 15-4  | 15-10 | 15-12 | -    | -    | 45-26        |
| 29.09 | France - Tchécoslovaquie | 3 - 0    | 15-10 | 15-13 | 15-6  | -    | -    | 45-29        |
| 30.09 | Tchécoslovaquie - Chine  | 3 - 0    | 15-9  | 15-10 | 17-15 | -    | -    | 47-34        |
| 30.09 | Brésil - Italie          | 3 - 0    | 15-6  | 15-13 | 15-10 | -    | -    | 45-29        |
| 30.09 | Bulgarie - France        | 3 - 1    | 15-9  | 11-15 | 15-12 | 15-9 | -    | 56-45        |
| 01.10 | Tchécoslovaquie - Italie | 3 - 0    | 15-8  | 15-8  | 15-4  | -    | -    | 45-20        |
| 01.10 | Bulgarie - Chine         | 3 - 0    | 15-8  | 15-3  | 15-11 | -    | -    | 45-22        |
| 01.10 | Brésil - France          | 3 - 1    | 15-13 | 6-15  | 20-18 | 15-6 | -    | 56-52        |

### Poule F
| # | Équipe     | Pts | J | G | P | Sp | Sc | Ratio | Pp | Pc | Ratio |
| - | ---------- | --- | - | - | - | -- | -- | ----- | -- | -- | ----- |
| 1 | URSS       | 10  | 5 | 5 | 0 | 15 | 2  | 7.5   | 0  | 0  |       |
| 2 | États-Unis | 9   | 5 | 4 | 1 | 13 | 5  | 2.6   | 0  | 0  |       |
| 3 | Cuba       | 8   | 5 | 3 | 2 | 11 | 10 | 1.1   | 0  | 0  |       |
| 4 | Argentine  | 7   | 5 | 2 | 3 | 8  | 11 | 0.727 | 0  | 0  |       |
| 5 | Pologne    | 6   | 5 | 1 | 4 | 6  | 12 | 0.5   | 0  | 0  |       |
| 6 | Japon      | 5   | 5 | 0 | 5 | 2  | 15 | 0.133 | 0  | 0  |       |

| Date  | Match                | Résultat | Sets  | Sets  | Sets  | Sets  | Sets  | Total Points |
| Date  | Match                | Résultat | 1     | 2     | 3     | 4     | 5     | Total Points |
| ----- | -------------------- | -------- | ----- | ----- | ----- | ----- | ----- | ------------ |
| 29.09 | URSS - Japon         | 3 - 0    | 16-14 | 15-5  | 15-10 | -     | -     | 46-29        |
| 29.09 | États-Unis - Pologne | 3 - 0    | 15-12 | 15-13 | 15-11 | -     | -     | 45-36        |
| 29.09 | Cuba - Argentine     | 3 - 2    | 15-17 | 15-4  | 15-12 | 7-15  | 15-13 | 67-61        |
| 30.09 | Pologne - Japon      | 3 - 0    | 15-7  | 15-10 | 15-2  | -     | -     | 45-19        |
| 30.09 | États-Unis - Cuba    | 3 - 1    | 15-7  | 16-18 | 15-5  | 15-7  | -     | 61-37        |
| 30.09 | URSS - Argentine     | 3 - 0    | 15-11 | 15-10 | 15-9  | -     | -     | 45-30        |
| 01.10 | Argentine - Pologne  | 3 - 2    | 15-7  | 10-15 | 6-15  | 15-4  | 15-8  | 61-49        |
| 01.10 | Cuba - Japon         | 3 - 1    | 11-15 | 15-12 | 15-10 | 19-17 | -     | 60-54        |
| 01.10 | URSS - États-Unis    | 3 - 1    | 15-10 | 15-9  | 9-15  | 15-12 | -     | 54-46        |

### Poule 13-16
| #  | Équipe    | Pts | J | G | P | Sp | Sc | Ratio | Pp | Pc | Ratio |
| -- | --------- | --- | - | - | - | -- | -- | ----- | -- | -- | ----- |
| 13 | Grèce     | 6   | 3 | 3 | 0 | 9  | 2  | 4.5   | 0  | 0  |       |
| 14 | Égypte    | 4   | 3 | 1 | 2 | 7  | 7  | 1     | 0  | 0  |       |
| 15 | Taïwan    | 4   | 3 | 1 | 2 | 4  | 7  | 0.571 | 0  | 0  |       |
| 16 | Venezuela | 4   | 3 | 1 | 2 | 4  | 8  | 0.5   | 0  | 0  |       |

| Date  | Match              | Résultat | Sets  | Sets  | Sets  | Sets  | Sets  | Total Points |
| Date  | Match              | Résultat | 1     | 2     | 3     | 4     | 5     | Total Points |
| ----- | ------------------ | -------- | ----- | ----- | ----- | ----- | ----- | ------------ |
| 29.09 | Grèce - Taïwan     | 3 - 0    | 15-10 | 15-11 | 15-12 | -     | -     | 45-33        |
| 29.09 | Venezuela - Égypte | 3 - 2    | 15-11 | 6-15  | 15-11 | 17-19 | 15-7  | 68-63        |
| 30.09 | Taïwan - Venezuela | 3 - 1    | 15-5  | 12-15 | 15-10 | 15-3  | -     | 57-33        |
| 30.09 | Grèce - Égypte     | 3 - 2    | 11-15 | 15-8  | 12-15 | 15-13 | 15-12 | 68-63        |
| 01.10 | Égypte - Taïwan    | 3 - 1    | 9-15  | 17-15 | 15-6  | 15-2  | -     | 56-38        |
| 01.10 | Grèce - Venezuela  | 3 - 0    | 15-3  | 15-8  | 16-14 | -     | -     | 46-25        |

## Phase finale

### Classements 9-12
|  | Tour de classement                             | Tour de classement                             |           |   | 9e place                           | 9e place                           |
|  | Tour de classement                             | Tour de classement                             |           |   | 9e place                           | 9e place                           |
|  |                                                |                                                |           |   |                                    |                                    |
|  | Paris, 04-10-86 (15-13 15-11 11-15 9-15 10-15) | Paris, 04-10-86 (15-13 15-11 11-15 9-15 10-15) |           |   | Paris, 05-10-86 (11-15 12-15 8-15) | Paris, 05-10-86 (11-15 12-15 8-15) |
|  | Paris, 04-10-86 (15-13 15-11 11-15 9-15 10-15) | Paris, 04-10-86 (15-13 15-11 11-15 9-15 10-15) |           |   | Paris, 05-10-86 (11-15 12-15 8-15) | Paris, 05-10-86 (11-15 12-15 8-15) |
|  | Italie                                         | 2                                              |           |   | Paris, 05-10-86 (11-15 12-15 8-15) | Paris, 05-10-86 (11-15 12-15 8-15) |
|  | Italie                                         | 2                                              |           |   | Paris, 05-10-86 (11-15 12-15 8-15) | Paris, 05-10-86 (11-15 12-15 8-15) |
|  | Japon                                          | 3                                              |           |   | Paris, 05-10-86 (11-15 12-15 8-15) | Paris, 05-10-86 (11-15 12-15 8-15) |
|  | Japon                                          | 3                                              | Japon     | 0 |                                    |                                    |
|  | Paris, 04-10-86 (15-11 15-10 15-3)             |                                                | Japon     | 0 |                                    |                                    |
|  |                                                | Pologne                                        | 3         |   |                                    |                                    |
|  | Pologne                                        | Pologne                                        | 3         | 3 |                                    |                                    |
|  | Pologne                                        |                                                |           | 3 |                                    |                                    |
|  | Chine                                          | 0                                              |           |   |                                    |                                    |
|  | Chine                                          | 0                                              | 11e place |   |                                    |                                    |
|  |                                                |                                                |           |   |                                    |                                    |
|  | Paris, 05-10-86 (15-7 15-8 15-13)              |                                                |           |   |                                    |                                    |
|  |                                                |                                                |           |   |                                    |                                    |
|  | Italie                                         | 3                                              |           |   |                                    |                                    |
|  | Italie                                         | 3                                              |           |   |                                    |                                    |
|  | Chine                                          | 0                                              |           |   |                                    |                                    |
|  | Chine                                          | 0                                              |           |   |                                    |                                    |

### Classements 5-8
|  | Tour de classement                        | Tour de classement                        |          |   | 5e place                                 | 5e place                                 |
|  | Tour de classement                        | Tour de classement                        |          |   | 5e place                                 | 5e place                                 |
|  |                                           |                                           |          |   |                                          |                                          |
|  | Paris, 04-10-86 (15-12 15-10 10-15 15-13) | Paris, 04-10-86 (15-12 15-10 10-15 15-13) |          |   | Paris, 05-10-86 (10-15 15-6 12-15 12-15) | Paris, 05-10-86 (10-15 15-6 12-15 12-15) |
|  | Paris, 04-10-86 (15-12 15-10 10-15 15-13) | Paris, 04-10-86 (15-12 15-10 10-15 15-13) |          |   | Paris, 05-10-86 (10-15 15-6 12-15 12-15) | Paris, 05-10-86 (10-15 15-6 12-15 12-15) |
|  | France                                    | 3                                         |          |   | Paris, 05-10-86 (10-15 15-6 12-15 12-15) | Paris, 05-10-86 (10-15 15-6 12-15 12-15) |
|  | France                                    | 3                                         |          |   | Paris, 05-10-86 (10-15 15-6 12-15 12-15) | Paris, 05-10-86 (10-15 15-6 12-15 12-15) |
|  | Argentine                                 | 1                                         |          |   | Paris, 05-10-86 (10-15 15-6 12-15 12-15) | Paris, 05-10-86 (10-15 15-6 12-15 12-15) |
|  | Argentine                                 | 1                                         | France   | 1 |                                          |                                          |
|  | Paris, 04-10-86 (17-15 15-7 14-16 15-8)   |                                           | France   | 1 |                                          |                                          |
|  |                                           | Cuba                                      | 3        |   |                                          |                                          |
|  | Cuba                                      | Cuba                                      | 3        | 3 |                                          |                                          |
|  | Cuba                                      |                                           |          | 3 |                                          |                                          |
|  | Tchécoslovaquie                           | 1                                         |          |   |                                          |                                          |
|  | Tchécoslovaquie                           | 1                                         | 7e place |   |                                          |                                          |
|  |                                           |                                           |          |   |                                          |                                          |
|  | Paris, 05-10-86 (15-11 15-10 15-6)        |                                           |          |   |                                          |                                          |
|  |                                           |                                           |          |   |                                          |                                          |
|  | Argentine                                 | 3                                         |          |   |                                          |                                          |
|  | Argentine                                 | 3                                         |          |   |                                          |                                          |
|  | Tchécoslovaquie                           | 0                                         |          |   |                                          |                                          |
|  | Tchécoslovaquie                           | 0                                         |          |   |                                          |                                          |

### Classements 1-4
|  | Demi-finales                      | Demi-finales                     |                        |   | Finale                                   | Finale                                   |
|  | Demi-finales                      | Demi-finales                     |                        |   | Finale                                   | Finale                                   |
|  |                                   |                                  |                        |   |                                          |                                          |
|  | Paris, 04-10-86 (5-15 9-15 3-15)  | Paris, 04-10-86 (5-15 9-15 3-15) |                        |   | Paris, 05-10-86 (12-15 15-11 15-8 15-12) | Paris, 05-10-86 (12-15 15-11 15-8 15-12) |
|  | Paris, 04-10-86 (5-15 9-15 3-15)  | Paris, 04-10-86 (5-15 9-15 3-15) |                        |   | Paris, 05-10-86 (12-15 15-11 15-8 15-12) | Paris, 05-10-86 (12-15 15-11 15-8 15-12) |
|  | Brésil                            | 0                                |                        |   | Paris, 05-10-86 (12-15 15-11 15-8 15-12) | Paris, 05-10-86 (12-15 15-11 15-8 15-12) |
|  | Brésil                            | 0                                |                        |   | Paris, 05-10-86 (12-15 15-11 15-8 15-12) | Paris, 05-10-86 (12-15 15-11 15-8 15-12) |
|  | États-Unis                        | 3                                |                        |   | Paris, 05-10-86 (12-15 15-11 15-8 15-12) | Paris, 05-10-86 (12-15 15-11 15-8 15-12) |
|  | États-Unis                        | 3                                | États-Unis             | 3 |                                          |                                          |
|  | Paris, 04-10-86 (15-8 15-2 15-13) |                                  | États-Unis             | 3 |                                          |                                          |
|  |                                   | URSS                             | 1                      |   |                                          |                                          |
|  | URSS                              | URSS                             | 1                      | 3 |                                          |                                          |
|  | URSS                              |                                  |                        | 3 |                                          |                                          |
|  | Bulgarie                          | 0                                |                        |   |                                          |                                          |
|  | Bulgarie                          | 0                                | Match pour la 3e place |   |                                          |                                          |
|  |                                   |                                  |                        |   |                                          |                                          |
|  | Paris, 05-10-86 (14-16 5-15 8-15) |                                  |                        |   |                                          |                                          |
|  |                                   |                                  |                        |   |                                          |                                          |
|  | Brésil                            | 0                                |                        |   |                                          |                                          |
|  | Brésil                            | 0                                |                        |   |                                          |                                          |
|  | Bulgarie                          | 3                                |                        |   |                                          |                                          |
|  | Bulgarie                          | 3                                |                        |   |                                          |                                          |

## Classement final
| Place              | Équipe          |
| ------------------ | --------------- |
| Médaille d'or      | États-Unis      |
| Médaille d'argent  | URSS            |
| Médaille de bronze | Bulgarie        |
| 4                  | Brésil          |
| 5                  | Cuba            |
| 6                  | France          |
| 7                  | Argentine       |
| 8                  | Tchécoslovaquie |
| 9                  | Pologne         |
| 10                 | Japon           |
| 11                 | Italie          |
| 12                 | Chine           |
| 13                 | Grèce           |
| 14                 | Égypte          |
| 15                 | Taïwan          |
| 16                 | Venezuela       |

## Récompenses individuelles
- MVP: Philippe Blain
- Meilleur attaquant: Vladimir Chkourikhine
- Meilleur bloqueur: Petyo Draguiev
- Meilleur marqueur : Craig Buck
- Meilleur défenseur : Robert Ctvrtlik
- Meilleur passeur : Alain Fabiani
- Meilleur réceptionneur : Giovanni Errichiello